# كياتو نيندن تياندي
كياتو نيندن تياندي (باليابانية: キャッ党忍伝てやんでえ) ، وتعني أسطورة قط النينجا تياندي، هي رسوم متحركة الأنمي بثها تلفزيون طوكيو من سنة 1990 إلى سنة 1991م، كما أنتجت شركة تيكمو اليابانية سنة 1991م والتي تعمل حصراً لنظام نينتندو إنترتينمنت سيستم ونشرها داخل الحدود اليابانينة فقط.